# Nästa gång det blir sommar
Nästa gång det blir sommar släpptes 1993, och är ett studioalbum av Drifters, med Marie Arturén.  Tre spår från albumet blev Svensktoppshitlåtar, "Flyga över himmelen blå", och ""Nästa gång det blir sommar" under 1993  samt "Kommer tid, kommer råd" under 1994. 

## Låtlista
| Nr  | Titel                                                                | Låtskrivare                                                       |
| --- | -------------------------------------------------------------------- | ----------------------------------------------------------------- |
| 1.  | "Nästa gång det blir sommar"                                         | Hans Backström, Peter Bergqvist                                   |
| 2.  | "Stupid Cupid"                                                       | Neil Sedaka, Howard Greenfield                                    |
| 3.  | "Kommer tid, kommer råd"                                             | Tommy Gunnarsson, Elisabeth Lord                                  |
| 4.  | "34:an (This Ole House)"                                             | Olle Adolphson, Stuart Hambley                                    |
| 5.  | "Du och jag och kärleken"                                            | Hans Backström, Peter Bergqvist                                   |
| 6.  | "En dans på rosor (Rose Garden)"                                     | Joe South, Stikkan Anderson                                       |
| 7.  | "Käre John (Dear John)"                                              | C. Owen, Talley Lewis, Lennart Reuterskiöld                       |
| 8.  | "Flyga över himmelen blå"                                            | Marie Arturén, Per-Aarne Thigerberg                               |
| 9.  | "Vackra sagor är så korta" ("Io che non vivo senza te")              | Pino Donaggio, Stig Rossner                                       |
| 10. | "Spara sista dansen" ("Save the Last Dance for Me")                  | Doc Pomus, Mort Schuman , Maj Åkerlund                            |
| 11. | "Nu lyfter vindarna"                                                 | Tommy Gunnarsson, Elisabeth Lord                                  |
| 12. | "Laxå" ("Jackson")"                                                  | Billy Edd Wheeler, Gaby Rodgers, Stikkan Anderson                 |
| 13. | "Min längtans fågel"                                                 | Tommy Gunnarsson, Elisabeth Lord                                  |
| 14. | "Var det i går?" ("What Do You Want to Make Those Eyes at Me For?")" | Howard Johnson, Joseph McCarthy, James V. Monaco, Monica Forsberg |

### Fotnoter
1. ↑  ”Svensk mediedatabas”. http://smdb.kb.se/catalog/id/001504466. Läst 28 maj 2011.
2. ↑  ”Svensktoppen”. 7 mars 1993. http://www.sr.se/Diverse/AppData/Isidor/files/2023/3489.txt. Läst 28 maj 2011.
3. ↑  ”Svensktoppen”. 7 mars 1994. http://www.sr.se/Diverse/AppData/Isidor/files/2023/3490.txt. Läst 28 maj 2011.